# Sobrecollida de Montalbán
La sobrecollida de Montalbán era una entidad administrativa de la que dependían las collidas situadas en la parte oriental del Sistema Ibérico perteneciente al reino de Aragón. Al principio tuvo función de recaudación de los dreytos de las Generalidades, impuestos sobre las mercancías que se movían entre los reinos de Aragón y Valencia, siendo una de sus aduanas más importantes Venta de la Jaquesa. Este sistema fue evolucionando en los siglos XIV y XV, adquiriendo también funciones estadísticas y censales. De la sobrecollida de Montalbán llegó a depender un amplio y compacto territorio al sur del Reino de Aragón.
Este territorio limitaba con la sobrecollida de Teruel al oeste, con la de Daroca al noroeste, con la de Zaragoza al norte y la de Alcañiz al noreste.
En 1446 las collidas que constaban como dependientes de la sobrecollida de Montalbán eran: Alcalá de la Selva, Allepuz, Venta de la Jaquesa, Bordón, Cantavieja, Cañada de Benatanduz, La Cuba, Las Cuevas de Cañart, Fortanete, Fuentes de Rubielos, Gúdar, La Iglesuela del Cid, Linares de Mora, Luco de Bordón, Mirambel, Montalbán, Mora de Rubielos, Mosqueruela, Olba, Puertomingalvo, Rubielos de Mora, San Agustín, Tronchón, Valbona, Valdelinares, Villarluengo y Villarroya de los Pinares. Hasta 1707, la composición se las sobrecollidas se fue mudificando.